# Hypercalymnia paphos
Hypercalymnia paphos är en fjärilsart som beskrevs av Pierre E.L. Viette 1973. Hypercalymnia paphos ingår i släktet Hypercalymnia och familjen nattflyn. Inga underarter finns listade i Catalogue of Life.